# Leonardo Vinci
Leonardo Vinci (ur. 1690 lub 1696 w Strongoli, zm. 27 maja 1730 w Neapolu) – włoski kompozytor operowy epoki późnego baroku, jeden z mistrzów szkoły neapolitańskiej.

## Życiorys
Data urodzenia, 1690, jest niepewna, opiera się na zapisach w kościele Santa Maria della Neve w Neapolu, według których w 1730 Vinci miał 40 lat. Według rejestru zgonów w kościele San Giovanni Maggiore miał jednak w roku śmierci "około 34 lat", co znaczyłoby, że urodził się ok. 1696; drugą datę wspierają przypuszczenia badaczy i korelacje z faktami z życia kompozytora. Od 14 listopada 1708 Vinci pobierał nauki u Gaetano Greco w Conservatorio dei poveri di Gesù Cristo w Neapolu (początkowo jako convittore, płacąc za naukę 36 dukatów rocznie, po trzech latach już bez opłaty, co oznacza, że pracował prawdopodobnie jako mastricello, student-nauczyciel).
Po dziesięciu latach nauki pracował krótko jako kapelmistrz księcia Sansevero Raimondo di Sangro. Pierwsze opery buffa w dialekcie neapolitańskim napisał w roku 1719. 19 kwietnia 1719 debiutował w Teatro dei Fiorentini komedią Lo cecato fauzo (z entuzjastyczną recenzją w "Avvisi di Napoli"). Już w czerwcu tegoż roku ten sam teatr (z którym związał się na trzy kolejne lata), wystawił jego drugą operę, Le ddoie lettere. Choć krótka, kariera Vinciego jako twórcy oper komicznych nie miała sobie równych aż do czasów Niccolò Piccinniego.
Od 1722 komponował niemal wyłącznie opery seria w języku literackim, pierwszą z nich była Publio Cornelio Scipione (do wyjątków należą tylko La mogliere fedele z 1724 oraz intermezza komiczne). Dwa lata później Vinci zadebiutował poza Neapolem, w rzymskim Teatro delle Dame, operą Farnace, dedykowaną Jakubowi III.  Jako kompozytor oper seria odnosił równie duże sukcesy, odtąd każdego roku wystawiano przynajmniej jedno jego nowe dzieło. Dla tego samego władcy skomponował jeszcze inne opery: Didone abbandonata (1726) i Alessandro nell’Indie (1730), obie z librettem Metastasia, oraz Gismondo Re di Polonia (1727) do tekstu nieznanego poety. Dla Marii Klementyny Sobieskiej skomponował operę Artaserse (1730), ponownie do libretta Metastasia, wówczas już poety cesarskiego w Wiedniu.
Jego opery zaczęto wystawiać także poza Neapolem i Rzymem, głównymi ośrodkami jego działalności, dwie w weneckim Teatro San Giovanni Grisostomo (1725, z powodu zamknięcie teatrów rzymskich w czasie roku świętego), po ich sukcesie wiosną tego samego roku w Parmie. Lata 1725–1726 to szczyt aktywności twórczej kompozytora, powstały wtedy Astianatte, Didone abbandonata i Siroe re di Persia - dwie ostatnie rozpoczęły udaną współpracę z Metastasiem, którą Francesco Algarotti uznawał za przykład doskonałej współpracy kompozytora i pisarza. Vinci skomponował opery do prawie wszystkich wczesnych librett Metastasia, niemal zawsze (z wyjątkiem Didone abbandonata) po raz pierwszy. Wywiązała się przy tym długotrwała rywalizacja między Vincim a innym kompozytorem neapolitańskim, Porporą.
Po śmierci Alessandra Scarlattiego w październiku 1725 zatrudniony był w kapeli królewskiej w Neapolu. Odtąd jego działalność ograniczyła się do Neapolu i Rzymu, choć jeszcze w 1728 napisał na wesele księcia Parmy napisał operę Medo oraz muzykę do baletu konnego Le nozze di Nettuno. Wykładał też w tym samym konserwatorium, które ukończył, do jego uczniów należał Giovanni Battista Pergolesi. Został też członkiem Bractwa Różańcowego przy kościele Santa Caterina a Formiello, gdzie także pełnił funkcję kapelmistrza. Stamtąd pochodzi większość jego muzyki kościelnej, stanowiącej zresztą niewielką część jego dorobku. W latach 1729 związany był głównie z Teatro delle Dame, jako impresario i główny kompozytor (Alessandro nell’Indie, Artaserse z librettami Metastasia). Z okazji narodzin delfina skomponował wykonaną 26 listopada w ambasadzie francuskiej serenadę La contesa de’ numi. W ostatnich latach życia, choć trwała jego rywalizacja z Porporą, należał wciąż do najbardziej popularnych kompozytorów włoskich. Umarł młodo, według pogłosek otruty przez męża kobiety, z którą nawiązał romans.

## Wybrane opery

### Li zite 'ngalera
Li zite 'ngalera to pierwsza opera Vinciego zachowana w całości, a także pierwsza zachowana komedia neapolitańska. Jest to trzyaktowa commedia per musica do libretta Bernarda Saddumene. Premiera miała miejsce w neapolitańskim Teatro dei Fiorentini podczas karnawału 1722 i odniosła duży sukces. Podobnie jak w inne barokowe opery, składa się z arii da capo przeplatanych recytatywami. Jej forma jest bardziej rozbudowana niż wcześniejsze komedie Vinciego w dialekcie neapolitańskim. Partie czworga kochanków śpiewane są przez żeńskie soprany, a pozostałe role to głównie niższe głosy męskie. Melodie wielu arii bazują na muzyce ludowej i tanecznej. Najbardziej efektowna jest heroiczna, koloraturowa aria Or più non mi fa guerra, z akompaniamentem obojów i trąbek, które pojawiają się wyłącznie w tej arii. Kilkukrotnie w operze pojawiają się duety, kwartet i kwintet (w finałach aktów).

### L'Astianatte
Operę wystawiono po raz pierwszy 2 grudnia 1725 w Teatro San Bartolomeo w Neapolu, z gwiazdorską obsadą trojga najlepszych śpiewaków tamtych czasów: Farinellego, Anny Marii Strady i Vittorii Tesi. Specjalnie dla tej ostatniej Vinci napisał rolę Andromachy. Libretto autorstwa Antoniego Salviego było oparte na tragedii Andromacha Racine’a. W przeciwieństwie jednak do oryginalnego tekstu, opera kończy się rozwiązaniem sytuacji konfliktowych i pojednaniem kochanków.

### Didone abbandonata
Premiera Didone abbandonata miała miejsce w Teatro delle Dame (Teatro Alibert) w Rzymie 14 stycznia 1726. Jej sukces ugruntował sławę Vinciego jako kompozytora dramma per musica. Libretto napisał Pietro Metastasio, po raz pierwszy współpracujący z Vincim. Temat opery został wzięty z czwartej księgi Eneidy (romans Dydony i Eneasza).

### Gismondo Re di Polonia
Operę Gismondo Re di Polonia (Zygmunt, król Polski) po raz pierwszy wystawiono w Teatro delle Dame w Rzymie 11 stycznia 1727. Libretto to anonimowa przeróbka dramy Francesco Brianiego Il vincitor generoso, pierwotnie wykorzystanej przez Antonia Lottiego w 1708. Akcja została umieszczona w renesansowej Polsce i nawiązuje do okoliczności zawarcia unii lubelskiej, a tytułowy władca to Zygmunt II August. Na tym tle osnuto fikcyjne polityczne i miłosne intrygi: córka króla Judyta zakochuje się w Przemysławie, księciu litewskim; uczucie łączy też Kunegundę, córkę Przemysława, i Otone, syna Zygmunta. Muzycznie operę dominują Kunegunda i Otone. Niektóre z ich arii pochodzą z innej opery Vinciego, Ernelinda, w tym duet miłosny Dimmi una volta addio. W dwóch ariach Otone wykorzystano nietypowe instrumentarium: Quell usignolo, aria simile o zakochanym słowiku, jest akompaniowana przez flety i rogi; smutna Vuoi ch'io moro? – dwa fagoty.

### La Semiramide riconosciuta
Semiramide riconosciuta to kolejny efekt współpracy Vinciego z Pietrem Metastasio. Jej premiera miała miejsce podczas karnawału 1729 w Teatro delle Dame w Rzymie; niemal w tym samym czasie Nicola Porpora wystawił opracowanie tego samego tekstu w Wenecji. Tam jednak tekst był zaadaptowany przez Domenico Lallego, by dopasować go do stylu komponowania Porpory, natomiast Vinci współpracował bezpośrednio z Metastasiem. Libretto oparte jest na legendzie asyryjskiej królowej Semiramidy, która rządziła w męskim przebraniu przez 40 lat po śmierci męża.

### Farnace
Premiera tej opery w Teatro San Bartolomeo w Neapolu była częścią obchodów urodzin austriackiej cesarzowej Elżbiety, 28 sierpnia 1729. Vinci już wcześniej opracował muzycznie historię Farnace (partytura nie przetrwała do naszych czasów), ale ta opera jest uznawana za zupełnie nowy utwór. Libretto autorstwa Lucchiniego zostało skrócone i uproszczone. Partię Tamiri napisał Vinci dla kontraltu dramatycznego, Vittorii Tesi.

## Lista oper
Opery Leonarda Vinci:
- Le doje lettere (1719)
- Lo cecato fauzo (1719)
- Lo scagno (1720)
- Lo scassone (1720)
- Lo Barone di Trocchia (1721)
- Don Ciccio (1721)
- Li zite 'ngalera (1722)
- La festa di Bacco (1722)
- Publio Cornelio Scipione (1722)
- Lo castiello sacchiato (1722)
- Lo labberinto (1723)
- Semiramide (1723)
- Partenope (1723)
- Silla dittatore (1723)
- Farnace (1724)
- La mogliera fedele (1724)
- Turno Aricino (1724)
- Ifigenia in Tauride (1725)
- La Rosmira fedele (1725)
- Il trionfo di Camilla (1725)
- Elpidia (1725)
- L'Astianatte (1725)
- Didone abbandonata (1726)
- Siroe, Re di Persia (1726)
- L'asteria (1726)
- Ernelinda (1726)
- Gismondo, Re di Polonia (1727)
- La caduta dei Decemviri (1727)
- Catone in Utica (1728)
- Medo (1728)
- Flavio Anicio Olibrio (1728)
- La Semiramide riconosciuta (1729)
- Alessandro nell'Indie (1729)
- Farnace (1729)
- La Contesa dei Numi (1729)
- Massiminiano (1729)
- Artaserse (1730)

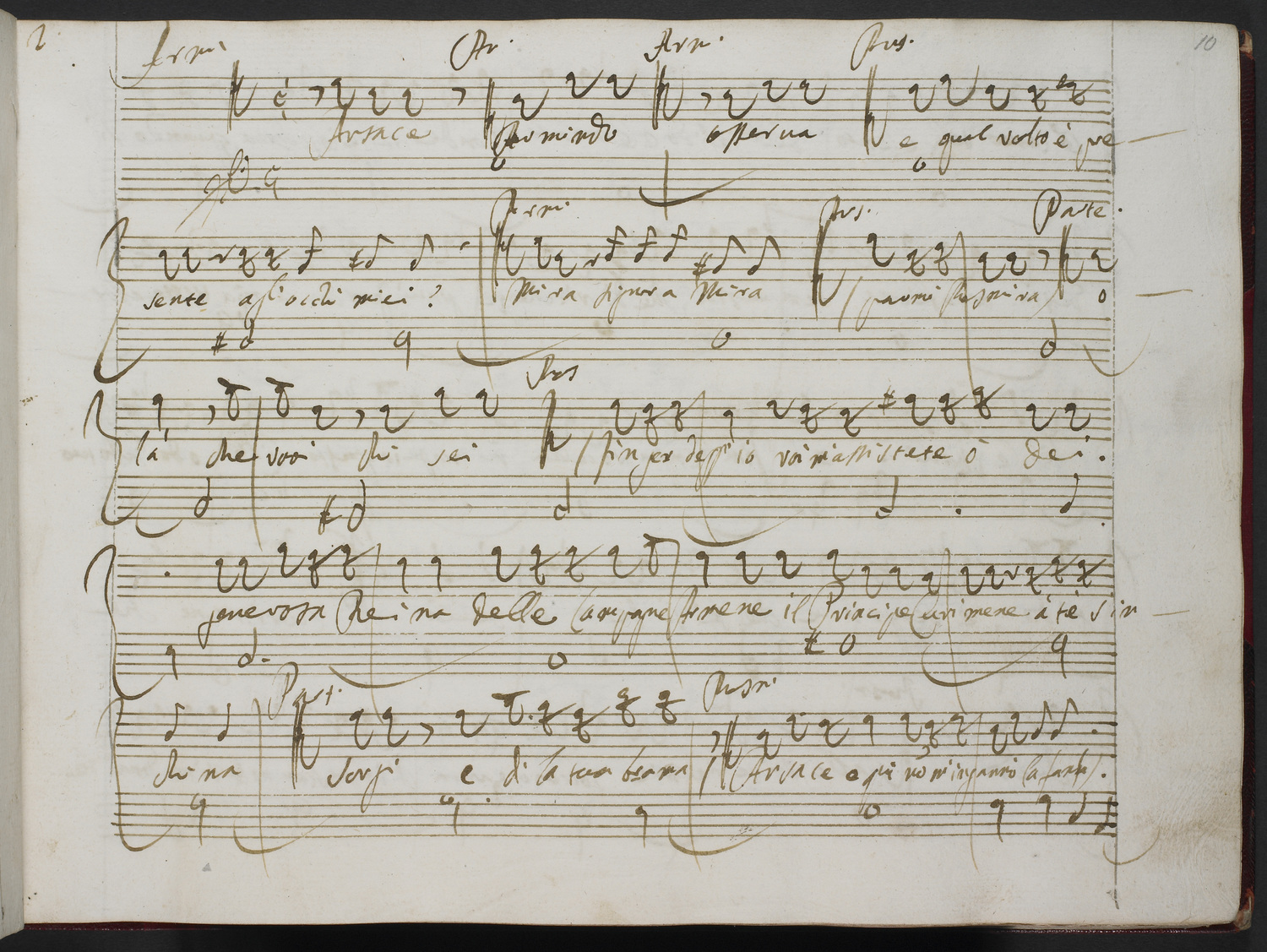
Rękopis Partenope

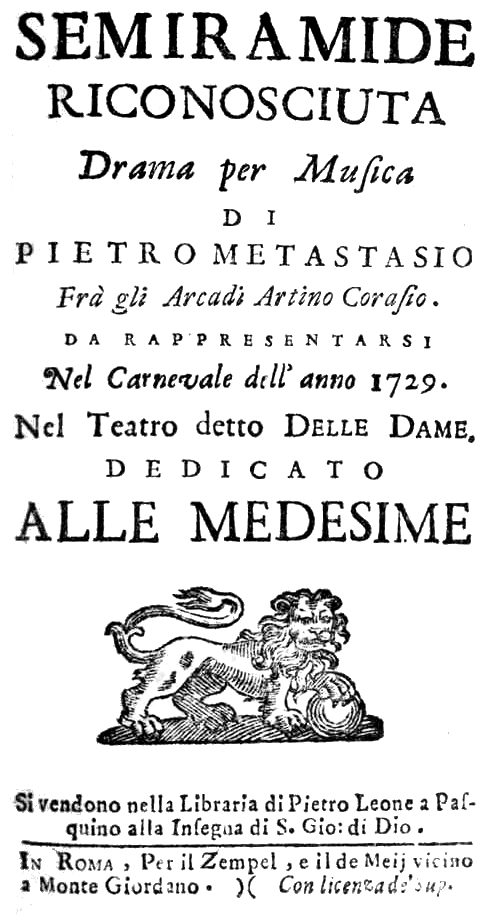
Strona tytułowa libretta Semiramide riconosciuta

Ponadto Vinci napisał kilka kantat, sonat, serenadę i dwa oratoria (Oratorio di Maria dolorata, ok. 1723 oraz Oratorio per la Santissima Vergine del Rosario, ok. 1730).